# Nieuw-Silezië
Nieuw-Silezië (Duits: Neuschlesien) was een gebied in Klein-Polen dat Pruisen bij de derde Poolse deling (1795) verwierf. In Polen-Litouwen had het gebied, direct zuidelijk van Tschenstochau (Częstochowa), het noorden van het woiwodschap Krakau omvat. In Nieuw-Silezië lagen onder meer de steden Będzin, Siewierz, Sławków, Krzepice, Łazy, Myszków, Poremba (Poręba), Ogrodzieniec en Zawiercie.
Nieuw-Silezië werd bij de Vrede van Tilsit (1807) bij het hertogdom Warschau gevoegd. Het Congres van Wenen (1815) kende het gebied als deel van Congres-Polen toe aan Rusland.
Ermland (1772) · Netzedistrict (1772) · Nieuw-Oost-Pruisen (1795) · Nieuw-Silezië (1795) · West-Pruisen (1772) · Zuid-Pruisen (1793)